# Канозеро
Канозеро — озеро в Мурманській області Росії, розташоване у південно-західній частині Кольського півострова. Належить до басейну Білого моря, зв'язується з ним річкою Умба, на якій, власне, і розташоване. Живлення озера в основному снігове. В озеро впадають річки Умба, Муна і Кана. Випливають два рукави Умби: Кіца (поріг Падун) і Родвінга (поріг Канозерський), які в 10 км нижче за течією впадуть в озеро Пончозеро. Льодостав в жовтні-листопаді, льодохід в травні-початку червня. Озеро також відоме Канозерськими петрогліфами.